# Eker, Örebro kommun
Eker är en kyrkby inom Örebro kommun. Den ligger någon kilometer nordväst om Mellringe. Byn var tidigare centrum i Ekers socken. Eker är ett utpräglat jordbruksområde. Sedan mitten på 1950-talet har även villor tillkommit. I Eker ligger Ekers kyrka från 1100-talet. Från 2015 har området växt samman och blivit del av småorten Norra Runnaby.
Konstnären Amanda Bergstedt (1841–1918) kom från Eker.